# اروین نییر
اروین نییر (آلمانی: Erwin Neher؛ زادهٔ ۲۰ مارس ۱۹۴۴) یک زیست‌فیزیک‌دان اهل آلمان است.
وی همچنین برنده جوایزی همچون جایزه نوبل فیزیولوژی و پزشکی شده است.